# Ватерлоо (Іллінойс)
Ватерлоо (англ. Waterloo) — місто (англ. city) в США, в окрузі Монро штату Іллінойс. Населення — 11 013 особи (2020).

## Географія
Ватерлоо розташоване за координатами 38°20′20″ пн. ш. 90°9′13″ зх. д. / 38.33889° пн. ш. 90.15361° зх. д. (38.338886, -90.153488).  За даними Бюро перепису населення США в 2010 році місто мало площу 19,85 км², з яких 19,48 км² — суходіл та 0,36 км² — водойми. В 2017 році площа становила 21,42 км², з яких 21,07 км² — суходіл та 0,35 км² — водойми.

## Демографія
Згідно з переписом 2010 року, у місті мешкало 9811 особа в 3860 домогосподарствах у складі 2720 родин. Густота населення становила 494 особи/км².  Було 4046 помешкань (204/км²).
Расовий склад населення:
| - 97,9 % — білих - 0,4 % — корінних американців - 0,3 % — азіатів - 0,1 % — вихідців з тихоокеанських островів - 0,1 % — чорних або афроамериканців |

До двох чи більше рас належало 0,9 %. Частка іспаномовних становила 1,5 % від усіх жителів.
За віковим діапазоном населення розподілялося таким чином: 24,0 % — особи молодші 18 років, 59,6 % — особи у віці 18—64 років, 16,4 % — особи у віці 65 років та старші. Медіана віку мешканця становила 39,8 року. На 100 осіб жіночої статі у місті припадало 90,4 чоловіків;  на 100 жінок у віці від 18 років та старших — 87,1 чоловіків також старших 18 років.
Середній дохід на одне домашнє господарство  становив 81 269 доларів США (медіана — 73 765), а середній дохід на одну сім'ю — 95 253 долари (медіана — 84 293). Медіана доходів становила 53 646 доларів для чоловіків та 40 122 долари для жінок. За межею бідності перебувало 3,7 % осіб, у тому числі 3,4 % дітей у віці до 18 років та 9,3 % осіб у віці 65 років та старших.
Цивільне працевлаштоване населення становило 5320 осіб. Основні галузі зайнятості: освіта, охорона здоров'я та соціальна допомога — 23,4 %, науковці, спеціалісти, менеджери — 11,1 %, роздрібна торгівля — 11,0 %.